# Meno Rettich
Meno Friedrich Simon Rettich (* 27. September 1839 in Rosenhagen; † 7. März 1918 in Lübeck) war ein deutscher Gutsbesitzer und Mitglied des Deutschen Reichstags.

## Leben
Meno Rettich war einer der Söhne des gleichnamigen Gutsbesitzers und besuchte das Katharineum zu Lübeck bis zum Abitur Ostern 1859. Danach studierte er in Heidelberg, Leipzig und München Rechtswissenschaften und Nationalökonomie. Ab 1862 war er Landwirt und ab 1868 Besitzer des Gutes Rosenhagen, welches er 1892 verkaufte. Ab 1888 war er Hauptsekretär des Mecklenburgischen Patriotischen Vereins (landwirtschaftlicher Zentralverein). Weiter war er Mitglied des Deutschen Landwirtschaftsrats und des Ausschusses desselben, Mitglied des Ausschusses der Verkehrsinteressenten bei der Tarifkommission und Mitglied des wirtschaftlichen Ausschusses für die Vorbereitung von Handelsverträgen.
Von 1893 bis 1907 war er Mitglied des Deutschen Reichstags für den Reichstagswahlkreis Großherzogtum Mecklenburg-Schwerin 1 (Hagenow, Grevesmühlen) und die Deutschkonservative Partei.
Im Reichstag war Meno Rettich Berichterstatter für das Viehseuchengesetz 1894 und das Margarinegesetz 1896/97. Weiter war er Vorsitzender der Kommissionen für das Hypothekenbankgesetz, die Seemannsordnung und den Zolltarif. Er war Träger des Preußischen Kronenordens II. Klasse und des Komturkreuzes des Mecklenburgischen Hausordens der Wendischen Krone.
Sein jüngerer Bruder war der Landschaftsmaler Karl Lorenz Rettich (1841–1904).